# Naul (County Fingal)
Naul (irisch An Aill, deutsch: „die Klippe“) ist eine Ortschaft und Townland im Norden des County Fingal in Irland. Bei der Volkszählung von 2022 hatte Naul 684 Einwohner.

## Lage
Naul liegt etwa 25 Kilometer nördlich von Dublin am Delvin River, der von Felsen am Ufer (daher auch der Ortsname) gesäumt wird. Im Ort kreuzen sich die R108 von Drogheda kommend nach Dublin führend mit der R122 von Balbriggan kommend nach Finglas. Im Südosten erheben sich die Naul Hills.

## Geschichte
Durch die nordwestlich von Naul gelegenen Passage Tombs Fourknocks ist eine Besiedlung aus der Zeit vor 5000 Jahren nachgewiesen.
Im 12. Jahrhundert ließ die De Geneville-Familie das sog. Black Castle errichten, von dem heute nur noch wenige überwucherte Reste vorhanden sind. Die Cruise-Familie wurde später belehnt. 1649 war das Castle von der New Model Army zerstört worden. 1966 stürzte ein weiterer Teil ein.
Das sog. White Castle nordwestlich des Black Castle wurde im 13. Jahrhundert durch die Caddell-Familie errichtet. 1787 wurde auch dieses Castle abgebrochen. Die Ruine wurde in das Naul Park House, das um 1800 errichtet wurde, einbezogen. Doch auch dieses wurde 1980 dem Erdboden gleichgemacht. Erhalten ist lediglich der tempelartige Bau des Caddell’s Folly, der in den 1840er Jahren errichtet wurde.
1821 wurde die katholische Kirche Mariä Geburt errichtet. Eine erste Kirche soll hier bereits um 1200 gestanden haben.

## Séamus Ennis Arts Centre
In Erinnerung an den Musiker und Kunstsammler Séamus Ennis wurde 2001 das Séamus Ennis Arts Centre errichtet. Das Kulturzentrum dient zu Veranstaltungen, Workshops und Seminare und für das Scoil Shéamuis Ennis-Festival, das jeden Oktober hier stattfindet.

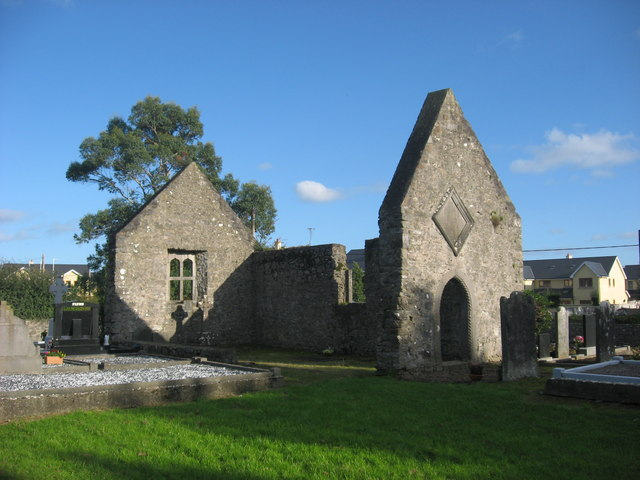
Kapellenruine
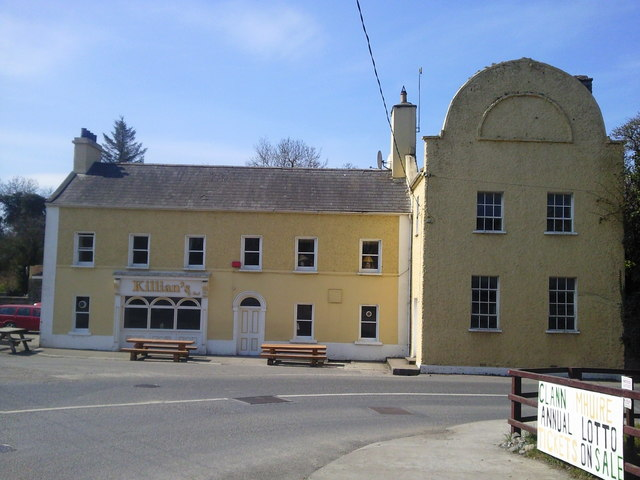
Kilian’s Bar

## Persönlichkeiten
- Séamus Ennis (1919–1982), Musiker, Sänger und Kunst- und Musikaliensammler, hier gestorben
- Simon McKinley (1981–2015), Rennfahrer